# سيرين عبد النور
سيرين عبد النور (21 فبراير 1977 -)، مغنية وممثلة وعارضة أزياء لبنانية. اشتهرت المغنية سيرين في العالم العربي بعد إصدارها ألبومها الغنائي ليلة من الليالي عام 2004 بينما كان دخولها مجال عرض الأزياء الباب الذي قادها إلى التمثيل والنجاح.

## النشأة
ولدت سيرين في العبادية لأب لبناني وأم يونانية. درست في مدرسة القديس كورييه، ثم سجلت في معهد لدراسة المحاسبة، بعد تخرجها في نوفمبر 1993 بدأت العمل في مجال عروض الأزياء.

## السيرة المهنية
كان أول عرض أزياء تشارك به يعرض ملابس خاصة بموسم «عيد الميلاد» لعدد من مصممي الأزياء منهم زهير مراد، ظهرت في إعلان لأحد مساحيق الغسيل والذي صور في لبنان ليعرض في السعودية، عام 1994 شاركت كموديل في كليب الفنان جورج وسوف لأغنية «كلام الناس»
في بداية عام 1998 بدأت بالظهور في محطة LBC كممثلة من خلال مشاركتها في عدد من الأعمال الدرامية، وفي عام 2002 انتخبت سيرين كأحسن موديل من خلال منافسة ضخمة. في عام 2003 حصلت علي أول بطولة لها من خلال مسلسل ابنتي، وفي 2004 بدأت في شق طريقها نحو الغناء، وأصدرت أول ألبوم لها بعنوان ليلة من الليالي.
ذاع صيتها في مصر والعالم العربي منذ فيلم «رمضان أبو العلمين حمودة» مع الفنان محمد هنيدي، حيث كان أول فيلم من بطولتها سنة 2008.
وفي نفس السنة ظهرت كضيفة شرف في فيلم دخان بلا نار الذي تم تصويره في بيروت وكان بإنتاج مشترك لبناني مصري، يقول الناقد محمد حسن حجازي عن دورها في الفيلم«تزين الفيلم سيرين عبد النور، بجمال خاص جداً رغم حضورها كضيفة شرف كرمى لفيلم لبناني».
تراوحت أدوارها بين المسلسلات والأفلام وعادت 2009 للشاشة اللبنانية في دور البطولة في الأدهم مع أحمد عز. دخلت السينما المصرية من أبوابها العريضة حينما شاركت في فيلم المسافر مع النجم العالمي عمر الشريف الذي أنتجته وزارة الثقافة.
قبل أحداث غزة بأيام قليلة، طرحت سيرين عبد النور ألبومها الثالث ليالي الحب، وقررت وقتها تأجيل الألبوم بالاتفاق مع الشركة المنتجة لو اندلعت الحرب قبل موعد الطرح. وعن أصدائه تقول«الحمد للّه وصلتني ردود كثيرة فور طرح الألبوم. وقد حاولت تقديم ألبوم متكامل بين اللهجتين اللبنانية والمصرية، وأغنية مزجت فيها بين اللهجة اللبنانية والفرنسية».

## مشاركتها كعضو لجنة تحكيم
وقد شاركت في عام 2016 في لجنة تحكيم برنامج "نجم الكوميديا" على قناة "الحياة" الى جانب محمد هنيدي وحسن حسني. وفي ديسمبر 2020 شاركت في لجنة تحكيم النسخة الأولى من البرنامج العالمي بصيغته العربية «The Masked Singer- إنت مين؟» كمحقق في إكتشاف هوية النجوم المشاركين
على شاشة إم بي سي

## الأعمال الفنية

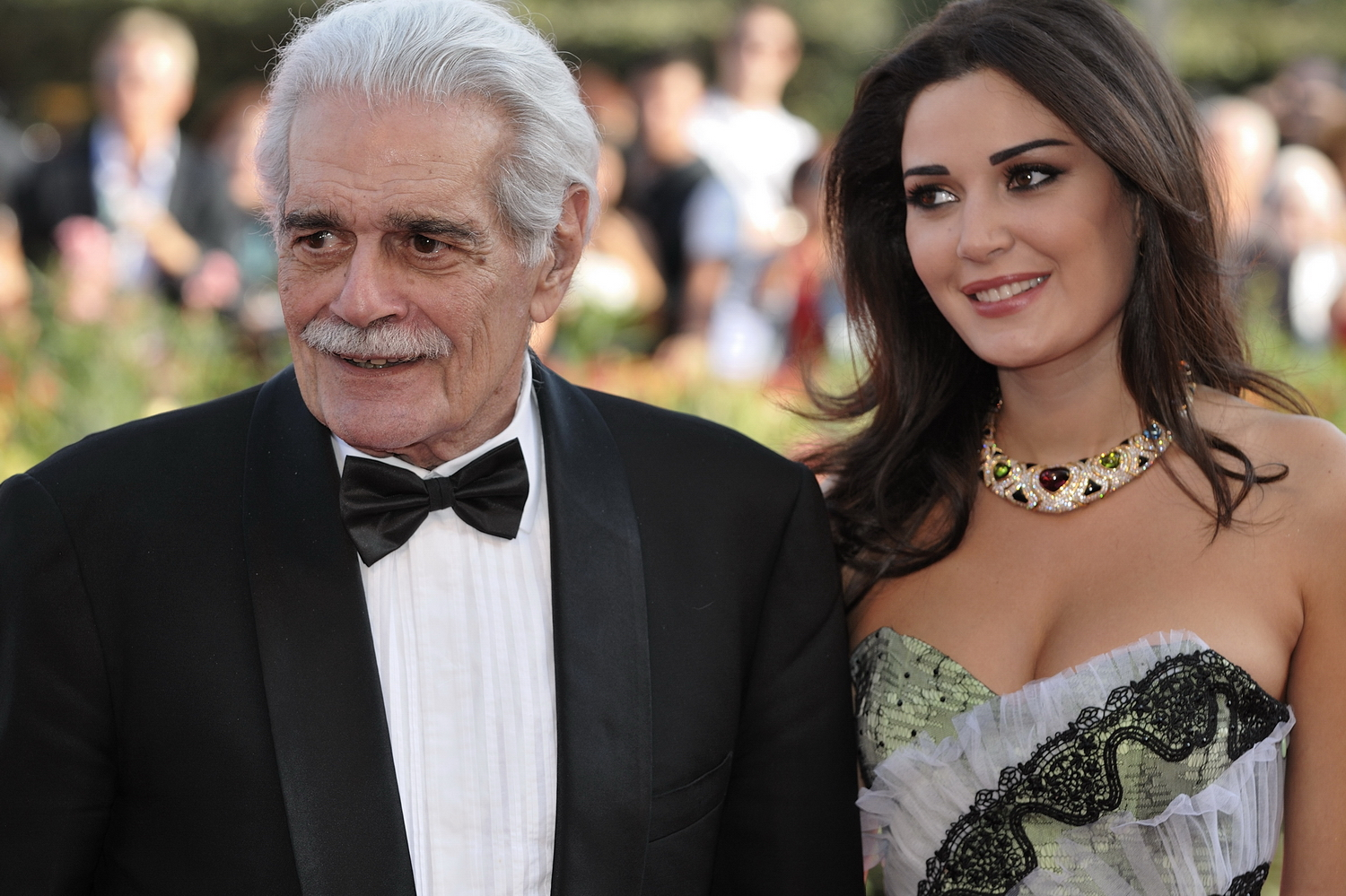
صورة تجمع كل من الفنانة سيرين عبد النور و الفنان عمر الشريف في مهرجان البندقية السينمائي في عام 2009.

### الألبومات الغنائية
| العام | اسم الألبوم     | المنتج |
| ----- | --------------- | ------ |
| 2004  | ليلة من الليالي | روتانا |
| 2006  | عليك عيوني      | روتانا |
| 2009  | ليالي الحب      | روتانا |

### فيديو كليبات

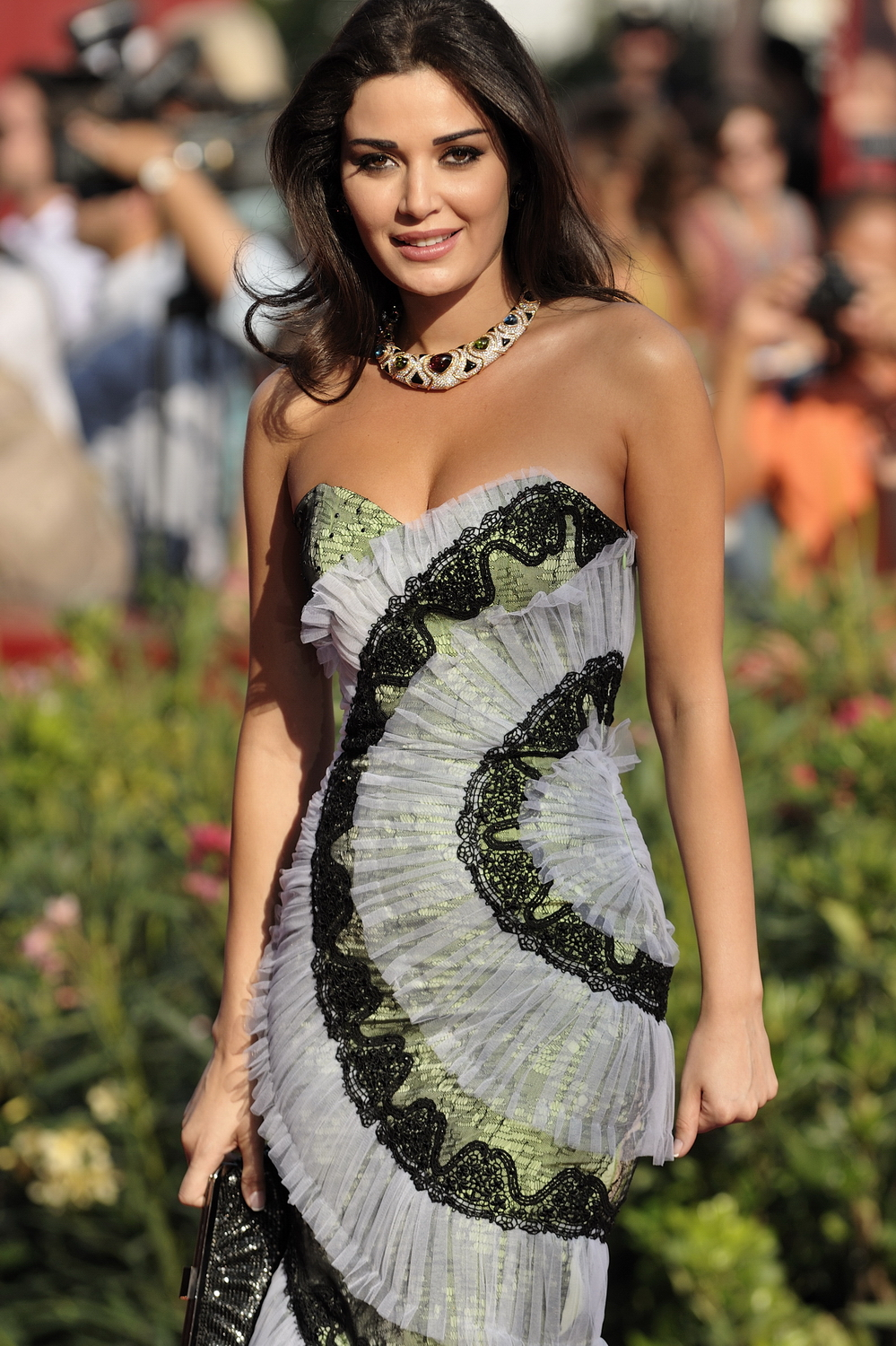
سيرين في مهرجان البندقية السينمائي سنة 2009

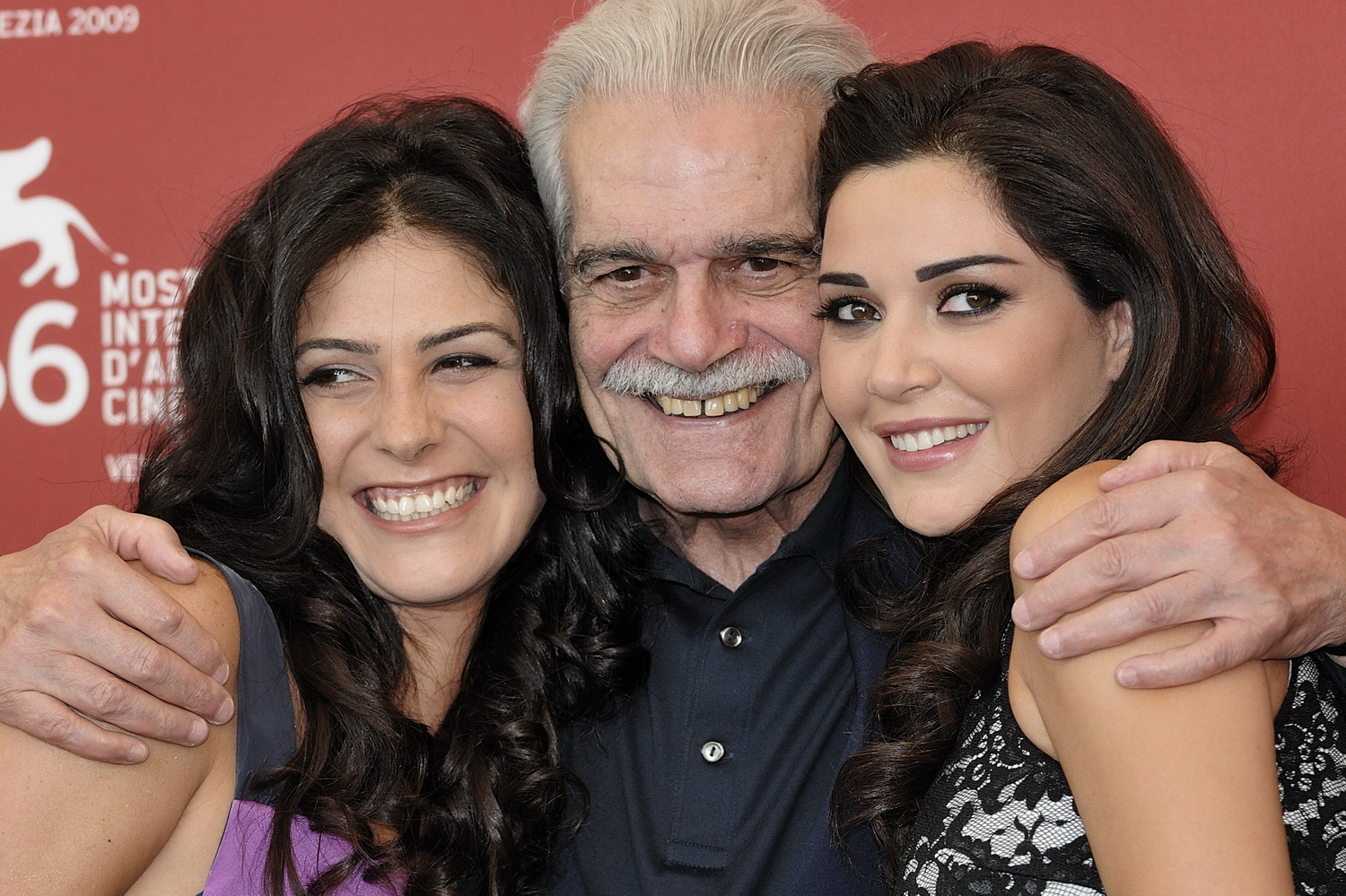
صورة تجمع كل من الفنانة سيرين عبد النور والفنان عمر الشريف والفنانة بسمة

| العام | الأغنية         | المخرج          | المنتج    |
| ----- | --------------- | --------------- | --------- |
| 2004  | ليلة من الليالي | كارولين لبكي    | روتانا    |
| 2004  | إرجع تاني       | كارولين لبكي    | روتانا    |
| 2005  | صدفة أنا        | جنان منضور      | ال بي سي  |
| 2006  | لو بص في عيني   | إميل سليلاتي    | روتانا    |
| 2006  | عليك عيوني      | إميل سليلاتي    | روتانا    |
| 2007  | أنا عمري معاك   | رندة علم        | روتانا    |
| 2012  | حبايبي          | إنجي جمال       | إنتاج خاص |
| 2015  | عادي            | جاد شويري       | وتري      |
| 2017  | بحبك يا مهذب    | حسن غدار        | إنتاج خاص |
| 2018  | إذا بدك ياني    | إميل سليلاتي    | إنتاج خاص |
| 2019  | أنا رجعت        | من مسلسل الديفا | شاهد      |
| 2020  | ليلة            | جاد شويري       | أنغامي    |
| 2020  | روق دماغك       |                 | أم بي سي  |
| 2023  | هزهزة           | ايلي فهد        | إنتاج خاص |

### المسلسلات التلفزيونية
| سنة الإنتاج | اسم المسلسل                    | الشخصية       |
| ----------- | ------------------------------ | ------------- |
| 1998        | مريانا                         | تونيا         |
| 2001        | غدا يوم آخر                    | فابيين        |
| 2002        | ابنتي                          | منى+لنا       |
| 2005        | غريبة                          | زينة+ كارلا   |
| 2007        | السجينة                        | سمر           |
| 2007        | حواء في التاريخ                | شهرزاد        |
| 2008        | أهل الغرام 2 حلقة (قمر مشغرة)  | شخصيات متعددة |
| 2009        | سارة                           | سارة          |
| 2009        | الأدهم                         | نادين         |
| 2012        | روبي                           | روبي          |
| 2013        | لعبة الموت                     | نايا          |
| 2014        | سيرة حب                        | ريم           |
| 2015        | 24 قيراط                       | ميرا          |
| 2017        | قناديل العشاق                  | إيف           |
| 2018        | حدوتة حب (خماسية الشهر السابع) | نايا          |
| 2019        | الهيبة - الحصاد                | نور رحمة      |
| 2019        | الديفا                         | ريما          |
| 2020        | دانتيل                         | ميرنا         |
| 2021        | دور العمر                      | شمس مطر       |
| 2022        | العين بالعين                   | نورا فارس     |
| 2024        | النسيان                        | ميا           |

### الأفلام
| سنة الإنتاج | الفيلم                        | الشخصية      |
| ----------- | ----------------------------- | ------------ |
| 2008        | رمضان مبروك أبو العلمين حمودة | نجلاء وجدي   |
| 2008        | دخان بلا نار                  | يمنى         |
| 2009        | المسافر                       | نورا + ناديه |
| 2015        | سوء تفاهم                     | لينا         |

### البرامج التي قدمتها
| العرض      | اسم البرنامج                                    | عرض على    |
| ---------- | ----------------------------------------------- | ---------- |
| رمضان 2020 | سهرانين معاكم بالبيت (شاركها التقديم أحمد فهمي) | إم بي سي 1 |

## الحياة الشخصية
تزوجت من اللبناني فريد رحمة في عام 2007، ولها بنت تدعى تاليا ولدت في 10 يونيو 2011 وانجبت طفلها الثاني في 17 مارس 2018 ويدعى كريستيانو .

## وصلات خارجية
- سيرين عبد النور على موقع IMDb (الإنجليزية)
- سيرين عبد النور على موقع قاعدة بيانات الأفلام العربية
- سيرين عبد النور على موقع ألو سيني (الفرنسية)
- سيرين عبد النور على موقع ميوزك برينز (الإنجليزية)
- سيرين عبد النور على موقع أول موفي (الإنجليزية)
- سيرين عبد النور على موقع قاعدة بيانات الفيلم (الإنجليزية)